# Університет Санта-Клари
Університет Санта-Клари (англ. Santa Clara University) — приватний некомерційний єзуїтський університет, який розташований у місті Санта-Клара штату Каліфорнія. У закладі навчається 5435 студентів та 3335 аспірантів.
Заснований у 1851 році, Університет Санта-Клари є найстарішим з нині діючих вищих навчальних закладів у Каліфорнії, крім того заклад не змінював своє оригінальне місце розташування протягом усієї своєї історії.

## Історія
Перші два коледжи Каліфорнії були засновані у розпал золотої лихоманки у 1851 році, обидва в невеликому сільськогосподарському містечку Санта-Клара. Менш ніж за рік після того, як Каліфорнія офіційно отримала статус штату, Санта-Клара коледж (на основі коледжу було утворено Університет Санта-Клари), був першим, що відкрив свої двері для студентів, і таким чином вважається найстарішим з функціонуючих вищих навчальних закладів Каліфорнії.

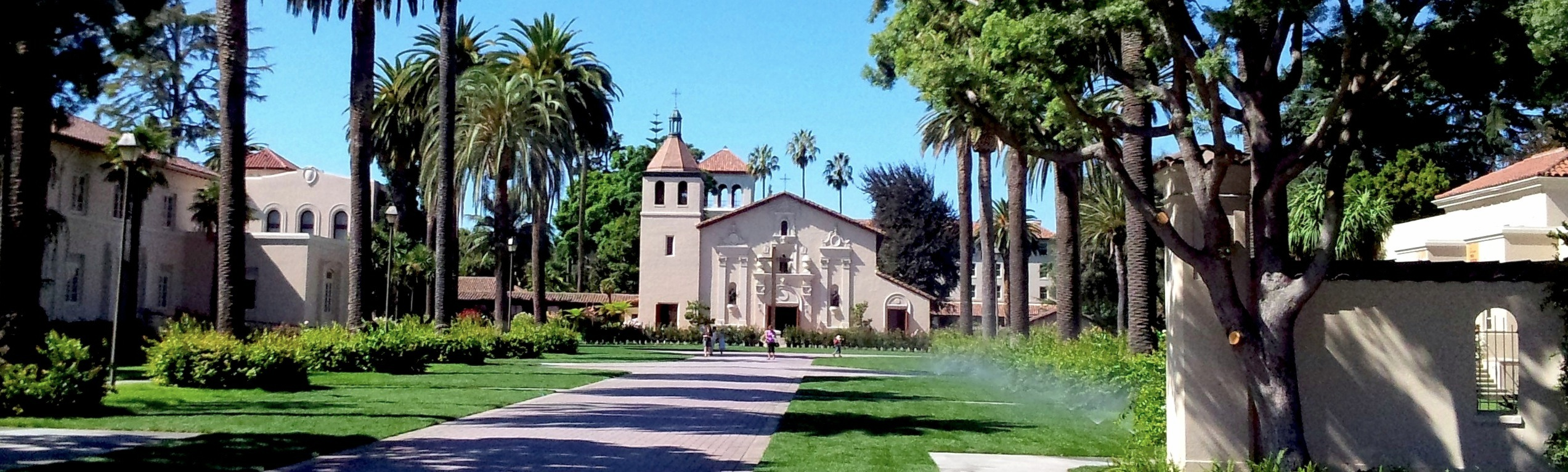
Місія Санта-Клара-де-Асіс знаходиться у серці кампусу Університету

## Відомі випускники
- Стів Неш — канадський професійний баскетболіст.
- Шимар Мур — американський актор.
- Джанет Наполітано — губернатор Аризони з 2002 до 2009 року.
- Джеррі Браун — губернатор штату Каліфорнія у періодах 1975–1983 р., 2011—сьогодні.
- Халед Хоссейні — письменник та лікар, американець афганського походження.
- Леон Панетта — 23-ій міністр оборони США.

## Галерея

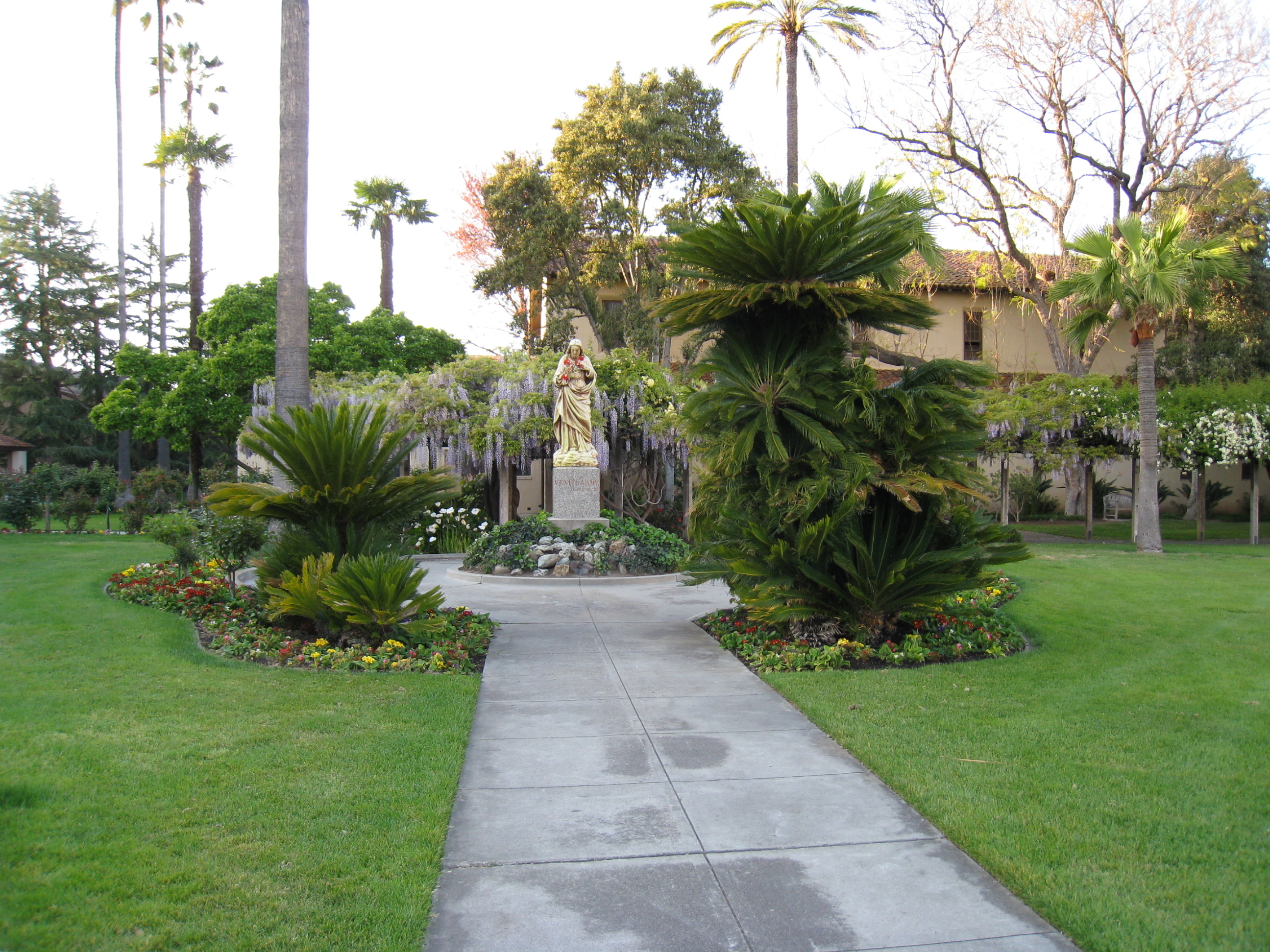
Сади місії Санта-Клари
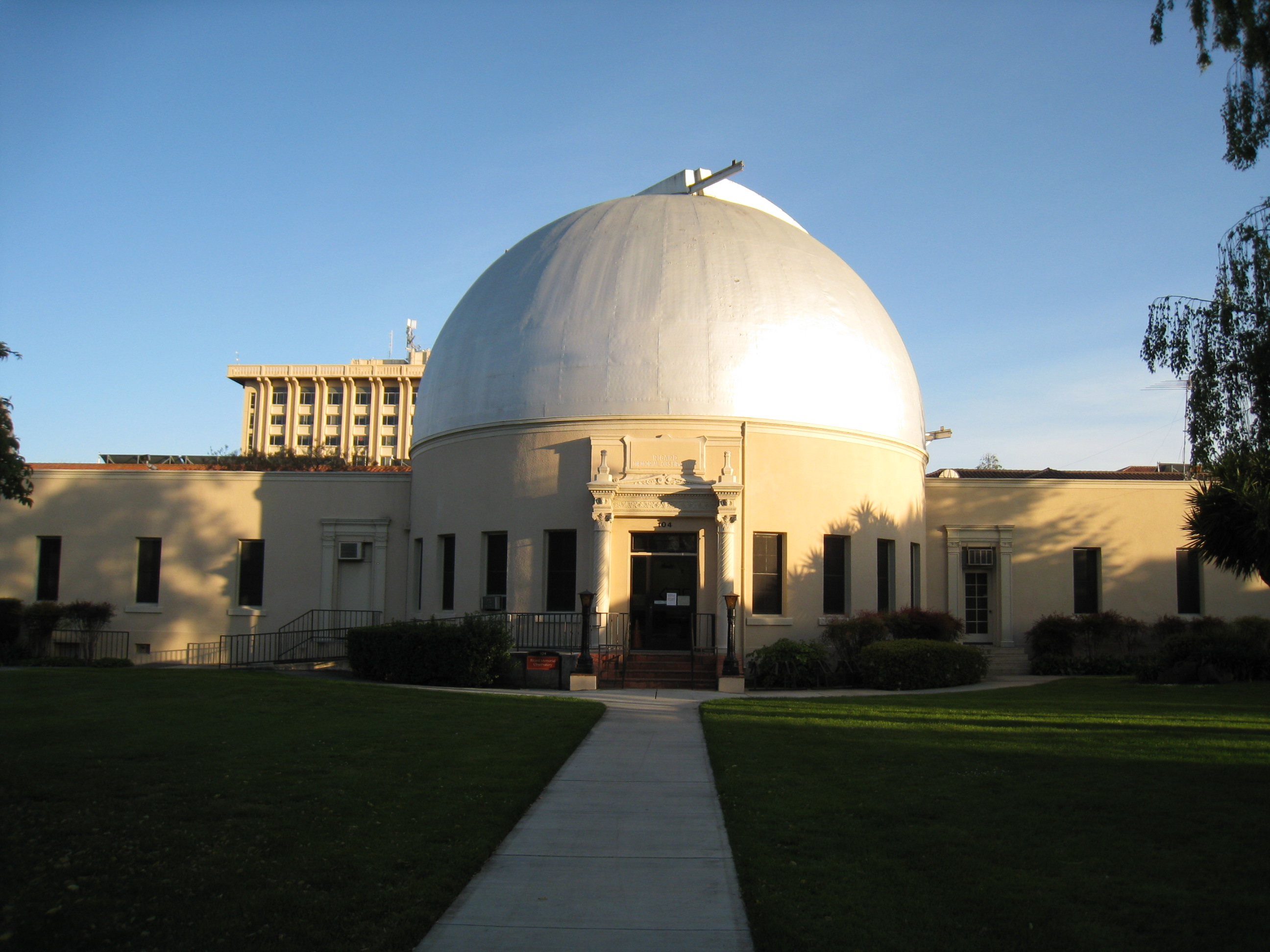
Університетська обсерваторія